# 벽운동계곡
벽운동계곡(碧雲洞溪谷)은 서울특별시 노원구 상계동에 있는 한 계곡이다. 수락산에 있으며 밑으로는 수락산터널이 지난다.

## 같이 보기
- 노원구
- 수락산
- 상계동